# Октябрьский (Кавказский район)
Октя́брьский — посёлок в Кавказском районе Краснодарского края.
Входит в состав Мирского сельского поселения.

## География

### Улицы
- пер. Октябрьский,
- ул. Кооперативная,
- ул. Мира,
- ул. Садовая,
- ул. Соболева,
- ул. Советская,
- ул. Юбилейная.

## Население
| 2002 | 2010 |
| ---- | ---- |
| 127  | ↘62  |